# سویه کاپای سارس کووید ۲
سویه کاپا (به انگلیسی: Kappa variant) یک سویه سارس کووید ۲ است، ویروسی که باعث کووید ۱۹ می‌شود و یکی از سه زیر خط از نسب Pango B.1.617 است. سویه کاپای سارس کووید ۲ همچنین با عنوان نسب B.1.617.1 شناخته می‌شود و برای اولین بار در دسامبر ۲۰۲۰ در هند شناسایی شد. هندوستان در ۱ آوریل ۲۰۲۱، توسط سازمان بهداشت عمومی انگلستان به عنوان گزینه تحت بررسی (VUI-21APR-01) تعیین شد.

## جهش‌ها

جهش‌های آمینو اسیدی از سویه کاپای سارس کووید ۲ بر روی نقشه ژنوم سارس کووید ۲ که با تمرکز بر اسپایک ترسیم شده‌است.

## تاریخچه
نوع کاپا برای اولین بار در هند در دسامبر ۲۰۲۰ شناسایی شد.
تا ۱۱ مه ۲۰۲۱، به روز رسانی اپیدمیولوژیک هفتگی سازمان جهانی بهداشت ۳۴ کشور را با تشخیص عناصر فرعی گزارش داده بود، اما تا ۲۵ مه ۲۰۲۱، تعداد کشورها به ۴۱ افزایش یافته‌است. تا ۱۹ مه ۲۰۲۱، انگلستان در مجموع ۴۱۸ مورد را شناسایی کرده‌است. در ۶ ژوئن ۲۰۲۱، خوشه ای از ۶۰ مورد شناسایی شده در شهر ملبورن استرالیا با نوع کاپا مرتبط بود.